# Thiembronne
Thiembronne là một xã ở tỉnh Pas-de-Calais, vùng Hauts-de-France của Pháp.

## Địa lý
Thiembronne có cự ly 15 dặm Anh (24 km) về phía tây nam của Saint-Omer, gần giao lộ đường D158 và D132.

## Dân số
| 1962                                                         | 1968 | 1975 | 1982 | 1990 | 1999 | 2006 |
| ------------------------------------------------------------ | ---- | ---- | ---- | ---- | ---- | ---- |
| 661                                                          | 694  | 645  | 621  | 597  | 621  | 697  |
| Số liệu điều tra dân số từ năm 1962: Dân số không tính trùng |      |      |      |      |      |      |

## Địa điểm nổi bật
- Nhà thờ Saint Pierre, thế kỷ 19.
- Lâu đài thế kỷ 19.